# Викенродт
Викенродт (њем. Wickenrodt) општина је у њемачкој савезној држави Рајна-Палатинат. Једно је од 96 општинских средишта округа Биркенфелд. Према процјени из 2010. у општини је живјело 185 становника. Посједује регионалну шифру (AGS) 7134093.

## Географски и демографски подаци
Викенродт се налази у савезној држави Рајна-Палатинат у округу Биркенфелд. Општина се налази на надморској висини од 397 метара. Површина општине износи 5,3 km². У самом мјесту је, према процјени из 2010. године, живјело 185 становника. Просјечна густина становништва износи 35 становника/km².